# Jean-Baptiste André Guillot
Jean-Baptiste André Guillot (9 de diciembre de 1827, Lyon - 6 de septiembre de 1893, ibíd.) fue un horticultor rosalista e hibridador de rosas en Lyon francés, hijo del viverista e híbridador de rosas Jean-Baptiste Guillot (10 de diciembre de 1803 – 18 de abril de 1882).  Jean-Baptiste el hijo es conocido como Guillot Fils, y Jean-Baptiste el mayor como Guillot Père.  Guillot Fils es mayormente conocido como el creador de la rosa 'La France', considerado como la primera rosa moderna de jardín rosa del grupo híbrido de té, introducida en 1867.

## Biografía
Jean-Baptiste Guillot (Père) abrió un vivero de rosas en La Guillotière en el área de Lyon en 1829, y Jean-Baptiste André (Fils) creció trabajando en el vivero desde la edad de 14 años. Guillot Père fue el primer vivero en Lyon en concentrarse en la propagación de las rosas, produjo nuevos híbridos por sí mismo, y propagó e introdujo nuevos híbridos creados por otros, principalmente híbrido de té e híbrido perpetuo. Guillot Fils, mientras trabajaba para su padre, fue pionero en la propagación de portainjertos de rosa a partir de semillas en lugar de esquejes. Las rosas que se utilizan para portainjertos en ese momento fueron las especies silvestres Rosa canina, y Rosa rubiginosa o eglantina.
En 1850, Guillot Fils se casó con Catherine Berton. Comenzó su propio vivero en 1852, en el distrito de Montplaisir de Lyon. Su hijo Pierre Guillot nació el 13 de noviembre de 1855. Pierre comenzó a trabajar en el negocio familiar en 1884, bajo el nombre de Guillot y el Hijo. Pierre se hizo cargo de la gestión en 1892.
Guillot Fils fue miembro Honorario de la (Royal) National Rose Society en Londres.  Uno de sus rosas se habían elegido por la Sociedad de Horticultura de Lyon por ser digno de ese nombre 'La France'.
Guillot Fils murió en 1893, dejando a Pierre a cargo de un negocio próspero con una reputación internacional.
A la muerte de Pierre Guillot siguió su hijo Francis Guillot.

## Contribuciones
Guillot Fils revolucionó la producción de patrones de rosa a través de la utilización de la propagación por semillas, en lugar de enraizamiento de esquejes. Guillot creó dos nuevas clases de rosas, los híbrido de té y las Polyantha. Creó el primer híbrido de té que llegó a ser algo parecido a un verdadero color amarillo, 'Mme. Hoste', que más tarde fue utilizado como el polen parental para el té amarillo aún popular de la rosa 'Lady Hillingdon'. Su rosa híbrido de té 'Catalina Mermet' era una de las rosas más populares de los floristas en el siglo XIX.   Su vivero todavía se encuentra en funcionamiento en el siglo XXI, y todavía se hibridan nuevas variedades de rosas.
Algunas de las creaciones de rosas de Guillot Père et Fils incluyen:
- 'Mme. Brevy' (1848)
- 'Mme. Falcot' (1858)
- 'Catherine Guillot' (1861)
- 'La France' (1867)
- 'Catherine Mermet' (1869)
- 'Pâquerette' (1875)
- 'Mignonette' (1880)
- 'Mme. Hoste' (1887)

## Algunos de los logros de Guillot

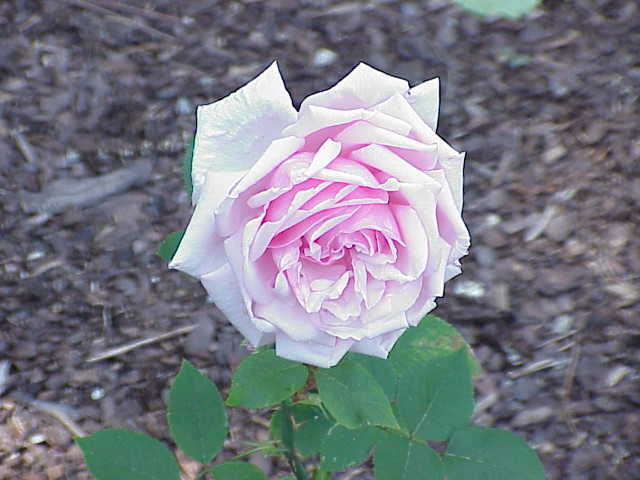
'La France', Guillot Fils 1867, primer Híbrido de té.
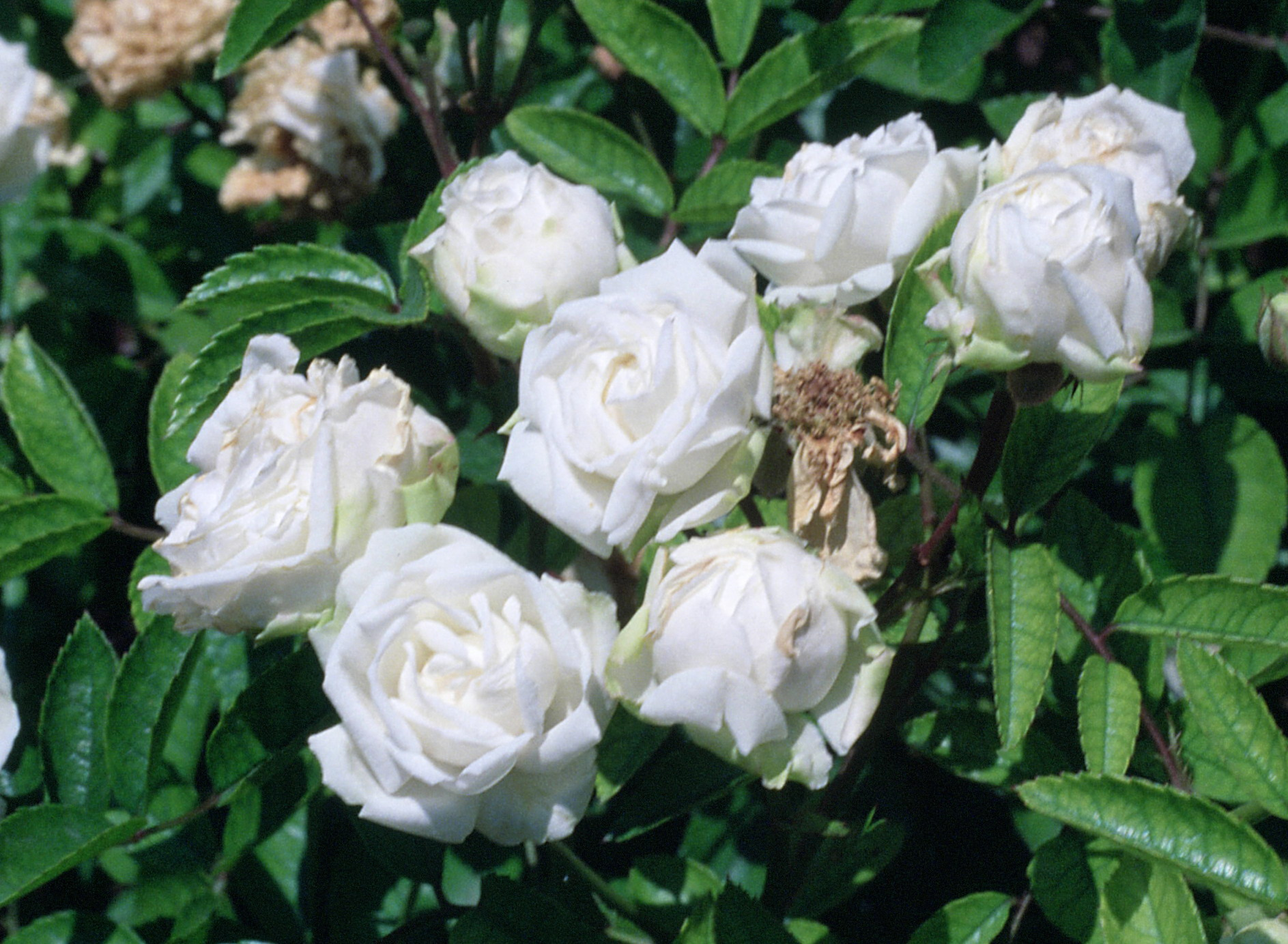
'Pâquerette', Guillot 1873.
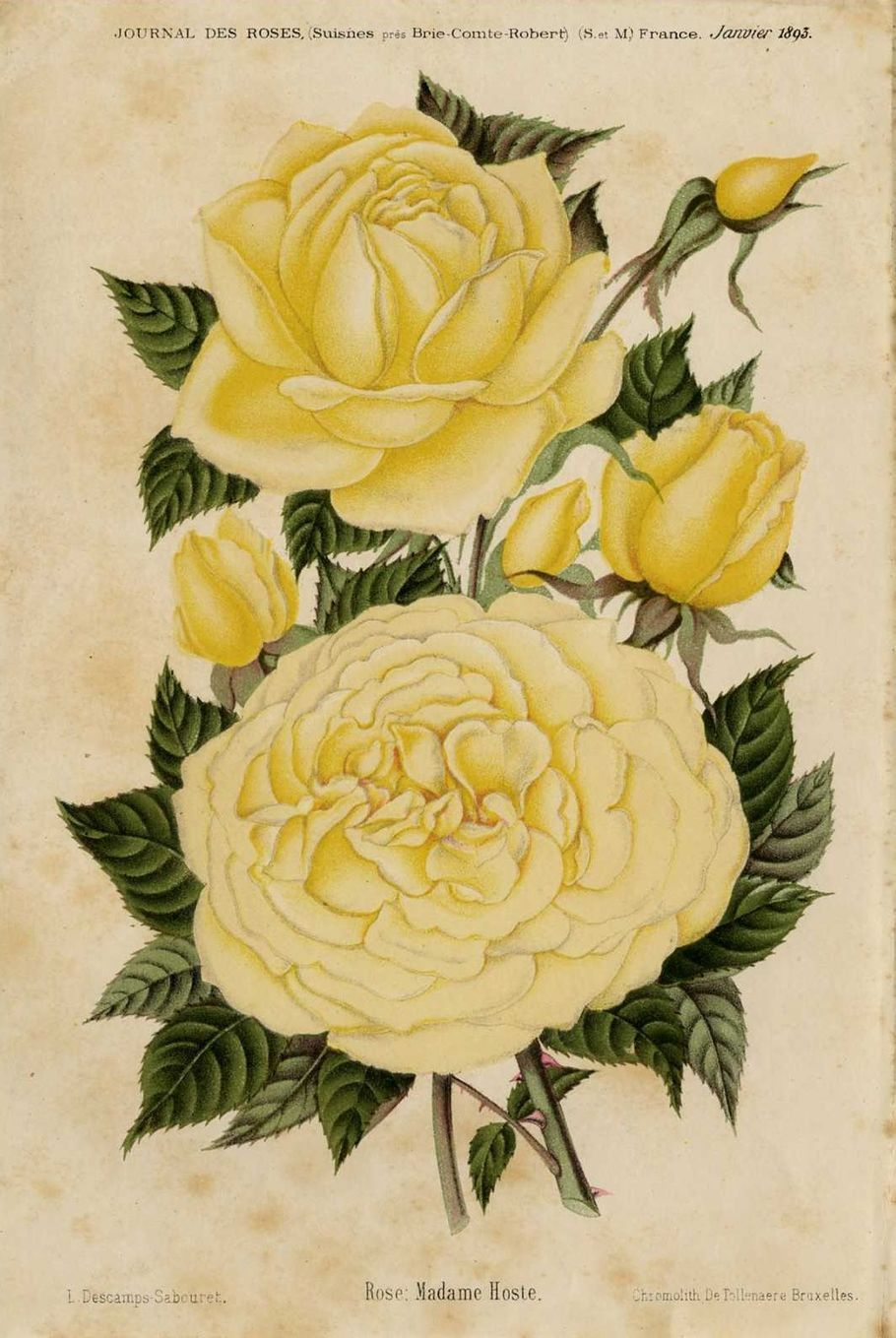
'Madame Hoste', Guillot 1887.

## Algunos de los logros de Pierre Guillot

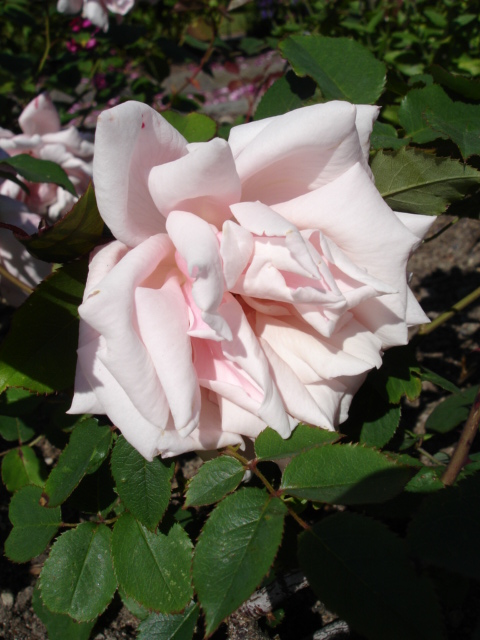
'Madame Léon Pain', Pierre Guillot 1904 Francia.
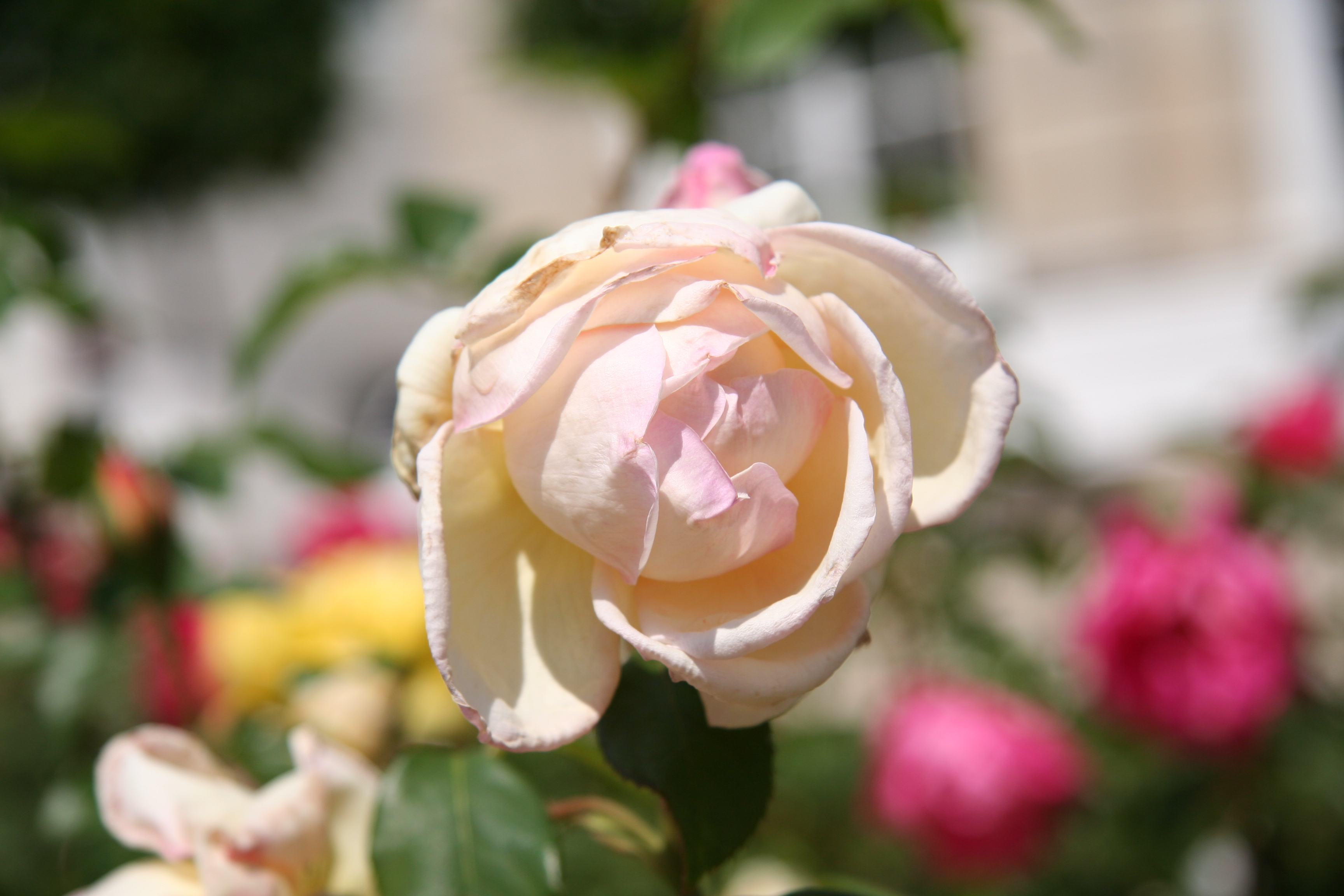
'Comtesse de Cassagne', Pierre Guillot  < 1919.

## Algunos de los logros de Francis Guillot (Pierre Fils)

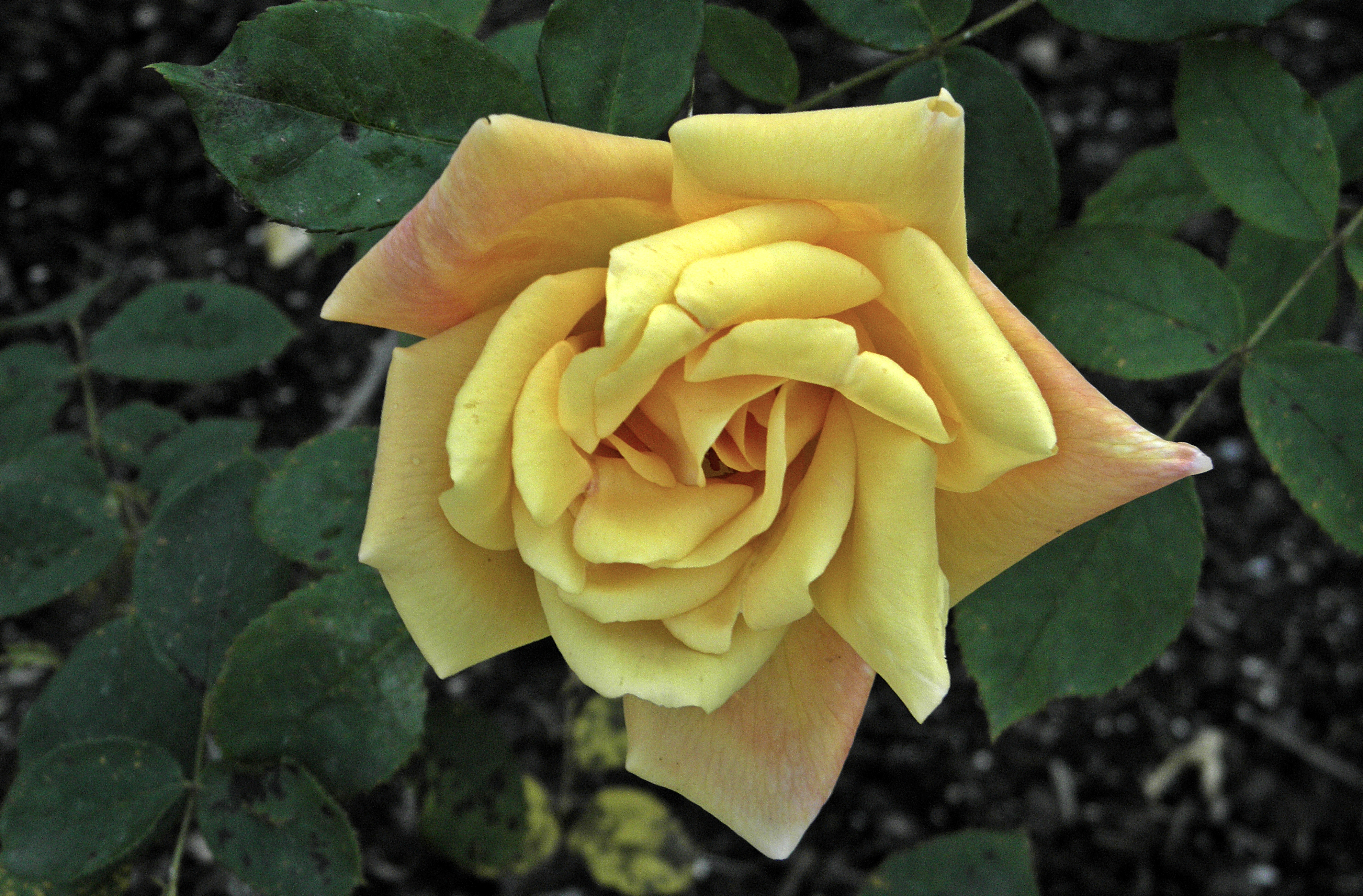
'Sœur Thérèse', Francis Guillot 1931.